# Hattarvík
Hattarvík er den østligste bygd på Færøerne og ligger sydøst for Kirkja på øen Fugloy. 
Fugloyar kommuna omfatte bygderne Hattarvík og Kirkja. Dens afsides beliggenhed gør, at kommunen fortsat består som selvstændig enhed.
Bygden er opdelt bylingerne Niðri í Húsi og Uppi í Húsi. Omkring 1990 blev den 6 km lange vej til Kirkja færdig. I dag er der flere køretøjer på øen.[kilde mangler]
Selve bugten er stenet og skrånende og danner derfor ikke en særlig velegnet naturhavn. Åerne Kellingará og Húsá løber gennem Hattarvík og munder ud i bugten her.
Hattarvík fik sin første skole i 1924; skolebygningen findes endnu, men den har ingen elever.
Der er regelmæssig postbådsforbindelse med M/S Ritan fra Hvannasund og helikopterrute fra Tórshavn – Atlantic Airways.

## Historie
Hattarvík blev grundlagt omkring år 900 under Vikingetiden på Færøerne. Stedet optræder første gang i skriftlige kilder mellem 1350 og 1400; i det såkaldte Hundebrev. Stedet er også opført i Jordebogen fra 1584.[kilde mangler]
Ifølge traditionen boede mændene Hálvdan Úlvsson, Høgni Nev og Rógvi Skel her i 1400-tallet. De kaldtes Flokksmenn og ønskede at tage magten over Færøerne. De blev angiveligt overmandet i den dengang uindviede kirke på Svínoy og efterfølgende dømt til døden.[kilde mangler]

## Kirken
Hattarvík har været et kirkested siden 1818, da seks mænd fra øens gamle kirkested, Kirkja, omkom på havet. Den første kirke i Hattarvík blev indviet i 1833, og den nuværende Hattarvíkar kirkja i 1899. Tidligere havde kirken grønt bliktag men nu er taget rødt ligesom fundamentet. På taget sidder en firkantet tagrytter med et fire-sidet spir mellem spidsgavle.  Indvendig er kirken malet hvid mens hvælvet og stolestaderne er malet lyseblå. I forbindelse med kirkens 100-års dag fik man en ny altertavle. Den består af 3 gange 4 billeder samt to aflange i siderne.

## Historie
Den første gangen Hattarvík nævnes i skriftlige kilder er i Hundebrevet fra sidste halvdel af 1300-tallet.
Hattarvík har en rig folkemindertradition. Omkring 1850 nedkrev Hanus Hanusarson, bonde på Kellingargarður i Hattarvík, 97 kvad i det 399 sider lange håndskrift, Fugloyarbók, som han gav til provsten og folkemindesamleren V.U. Hammershaimb.
Sagnet beretter om fire stærke mænd fra Hattarvík – bl.a. Hálvdan Úlvsson, Høgni Nev og Rógvi Skel -, kaldet floksmenn (ransmænd, stimænd), som i 1400-tallet forsøgte at tage magten over hele Færøerne, ved at angribe en gruppe magtfulde mænd, der var forsamlet i Svinoys uindviede kirke. Kuppet mislykkedes og de fire blev henrettet.[kilde mangler]

## Fugloyarbók
En af de tidlige kilder til færøsk skriftkultur er håndskriftet Fugloyarbók (Fugløbogen), som består af over 90 færøske kvæder på 399 sider, der er nedskrevet af Hanus Hansen (1794-1854), bonde i Kellingargarður i Hattarvík. Det blev givet til provsten V. U. Hammershaimb som gave.

## Sagn fra Hattarvík
Det siges, at der boede spøgelser i Útistovu i Hattarvík. En ung pige sad og vuggede sin yngste søster; så kom en gråklædt mand ind og åbnede døren til stuen. Han stod der ved døren og kiggede ind, men sagde ingenting. Hun var rædselsslagen, men hun turde ikke forlade sin søster. Enden blev, at hun ikke kunne sidde der mere, men forsøgte at tage sin søster i armene og løb så op i en såkaldt himmelseng og krøb sammen under dynen. Men hun var så bange, at hun måtte gå hen og lede efter manden og se, hvad han skulle gøre. Så så hun ham stå og kigge på dem. Så kunne hun ikke tie mere, men måtte råbe efter sin mor, som stod i kælderen og malkede. Moderen, der hørte dette nødråb, kom med det samme, men så var der ingen mand at se.[kilde mangler]

## Turisme
En vandrevej løber parallelt med den sydøstlige kyst. Mod nord ligger fjeldet Klubbin (620 m), som er relativt let at bestige trods manglen på en sti. Derfra er der en god udsigt over Viðoy med Kap Enniberg. Nordøst for Hattarvík ligger den fritstående klippe Stapin med det 448 meter høje fjeld Eystfelli. Klippen er også Færøernes østligste punkt. 
Der er ingen regulære overnatningsmuligheder i Hattarvík, kun et sommerhus i nabobygden Kirkja. Enhver, der planlægger et ophold, der strækker sig ud over dagsturen, bør forhøre sig på Nordøernes Kunningarstova i Klaksvík inden afgang.

## Galleri
| - Hattarvík - Hattarvík - Hattarvík |